# Dinastia piasta
A Dinastia Piasta ou Dinastia dos Piastas é uma linhagem de reis e duques que governaram a Polônia desde a sua aparição como Estado independente até 1370. Os descendentes dos Piastas continuaram a reinar em diferentes ducados provenientes da fragmentação do território polaco, na Mazóvia até 1526 e na Silésia até 1675.

## Origem do nome
Embora os primeiros duques e reis da Polônia se considerassem descendentes de Piasto, o termo "dinastia Piasta" veio do século XVII:  historiadores trabalhando para alguns governantes dos ducados na Silésia inventaram o conceito. O termo foi primeiro utilizado por Adam Naruszewicz no seu History of the Polish Nation.